# Socket 754
Socket 754 es un zócalo de CPU desarrollado originalmente por AMD para reemplazar su plataforma Athlon XP (Socket 462, también conocido como Socket A). Socket 754 fue el primer zócalo desarrollado por AMD para admitir su nueva versión para el consumidor final de la familia de microprocesadores de 64 bits conocida como AMD64.

## Especificaciones técnicas
Socket 754 fue el zócalo original para los procesadores de escritorio Athlon 64 de AMD. Debido a la introducción de nuevos diseños de zócalos (es decir, Socket 939, Socket 940 y Socket AM2), El Socket 754 se convirtió en el zócalo más "económico" para usar con procesadores AMD Athlon 64 o Sempron. Se diferencia del Socket 939 en varias características:
- Soporte para un controlador de memoria de un solo canal (64 bits de ancho) con un máximo de tres DIMM sin búfer (unbuffered) o cuatro DIMM registradas (registered).
- Sin soporte de doble canal (dual channel).
- Menor velocidad de HyperTransport (800 MHz bidireccional, ruta de datos de 16 bits, ascendente y descendente).
- Menor ancho de banda efectivo de datos (9,6 GB/s).
- Menores costos de fabricación de la placa base.

Aunque AMD promovió Socket 754 como una plataforma de presupuesto en el escritorio y alentó a los usuarios de gama media y alta a usar plataformas más nuevas, Socket 754 permaneció durante algún tiempo como la solución de gama alta de AMD para plataformas móviles, (por ejemplo la serie HP zv6000). Sin embargo, Socket S1 fue lanzado y reemplazó al Socket 754 en el segmento de CPU móvil, con soporte para CPU de doble núcleo y SDRAM DDR2.

## Disponibilidad
Los primeros procesadores con Socket 754 salieron al mercado en la segunda mitad de 2003, este zócalo fue descontinuado en favor del Socket 939 en computadoras de escritorio debido a las bajas ventas. El zócalo permaneció en uso para computadoras portátiles hasta que fue reemplazado por el Socket S1 en 2006.